# ナルニア国物語/第2章: カスピアン王子の角笛
『ナルニア国物語/第2章: カスピアン王子の角笛』（ナルニアこくものがたり だいにしょう カスピアンおうじのつのぶえ、The Chronicles of Narnia: Prince Caspian）は、2008年公開のアメリカ映画。アメリカでは5月16日、日本では5月21日公開。

## 概要
『ナルニア国物語/第1章:ライオンと魔女』に続く、C・S・ルイスの児童文学シリーズ『ナルニア国ものがたり』の実写映画版第2弾。原作の第2作目に当たる『カスピアン王子のつのぶえ』を映画化した。監督は前作と同じアンドリュー・アダムソン。メイン出演者も前作に引き続き出演する。
当初の予定では、前作と同じくクリスマスシーズンの2007年12月に封切られる予定であったが、製作の遅れに伴い、翌年のサマーシーズンの公開になった。

## キャスト
| 役名                   | 俳優                               | 日本語吹替 |
| ---------------------- | ---------------------------------- | ---------- |
| カスピアン王子         | ベン・バーンズ                     | 尾上菊之助 |
| ルーシー・ペベンシー   | ジョージー・ヘンリー               | 宇山玲加   |
| エドマンド・ペベンシー | スキャンダー・ケインズ             | 畠中祐     |
| スーザン・ペベンシー   | アナ・ポップルウェル               | 高橋由希   |
| ピーター・ペベンシー   | ウィリアム・モーズリー             | 木村良平   |
| アスラン（声）         | リーアム・ニーソン                 | 津嘉山正種 |
| リーピチープ（声）     | エディ・イザード                   | 落合弘治   |
| ミラース卿             | セルジオ・カステリット             | 壤晴彦     |
| トランプキン           | ピーター・ディンクレイジ           | 岩崎ひろし |
| ニカブリク             | ワーウィック・デイヴィス           | 清水明彦   |
| コルネリウス博士       | ヴィンセント・グラス               | 有川博     |
| グロゼール将軍         | ピエルフランチェスコ・ファヴィーノ | 咲野俊介   |
| ソペスピアン卿         | ダミアン・アルカザール             | 大橋吾郎   |
| 谷あらし               | コーネル・ジョン                   | 中田譲治   |
| 松露とり（声）         | ケン・ストット                     | チョー     |
| 白い魔女               | ティルダ・スウィントン             | 大地真央   |

## スタッフ
- 原作：C・S・ルイス
- 監督：アンドリュー・アダムソン
- 製作：マーク・ジョンソン
- VFX：WETAデジタル、フレームストア、ムービング・ピクチャー・カンパニー、スキャンラインVFX

## 評価
- 映画館大賞「映画館スタッフが選ぶ、2008年に最もスクリーンで輝いた映画」第98位